# بيدرو مولر
بيدرو مولر (بالبرتغالية: Pedro Müller‏) هو لاعب كرة قدم برازيلي، ولد في 12 أبريل 2002.